# K20：怪人二十面相
《K20：怪人二十面相》（英語：K-20: Legend of the Mask） 是改編自日本推理小說家北村想同名小說的電影，原案是江戶川亂步的怪人二十面相。

## 世界觀
電影中的虛構場景是帝國陸海軍和美軍及英軍簽訂和平條約，而日本並未受到第二次世界大戰摧殘的1949年東京。作品中的帝都，被認為是19世紀華族的延續，帝都財富的九成集中於特權階級，社會存在著極端貧富差距。

## 劇情大綱
故事發生在虛構的昭和20年代（1945年以後），一個迴避了第二次世界大戰的時空。怪人二十面相在帝都頻頻出沒，專門奪取富裕階層的寶物。這一次，他又發出大膽宣言，要奪走具革命性的新能源機關：特斯拉裝置，而警視廳的浪越警部拜託名偵探明智小五郎協助搜查。
另一方面，在馬戲團工作的雜技師遠藤平吉受到二十面相的欺騙，成為他的替死鬼而被軍憲（警察）追捕的困境。平吉為了消除污名，與真正的二十面相展開對決。

## 主要演員
| 角色                  | 演員       | 粤配   |
| --------------------- | ---------- | ------ |
| 遠藤平吉/新二十面相   | 金城武     | 楊耀泰 |
| 羽柴葉子              | 松隆子     | 譚淑嫻 |
| 明智小五郎/舊二十面相 | 仲村徹     | 陳冠宏 |
| 源治                  | 國村隼     |        |
| 源治之妻・菊子        | 高島禮子   |        |
| 小林芳雄              | 本鄉奏多   | 李家傑 |
| 新助                  | 今井悠貴   |        |
| 浪越警官              | 益岡徹     |        |
| 八木博士              | 串田和美   |        |
| 八木博士的助手        | 要潤       |        |
| 監牢中的犯人          | 松重豐     |        |
| 羽柴葉子家的女僕長    | 木野花     |        |
| 設計師                | 嶋田久作   |        |
| 技術軍官              | 齋藤步     |        |
| 警探                  | 飯田基祐   |        |
| 南部先生              | 小日向文世 |        |
| 羽柴會長              | 大瀧秀治   |        |
| 殿村弘三（謎之紳士）  | 鹿賀丈史   |        |